# Újezd u Sezemic
Újezd u Sezemic è un comune della Repubblica Ceca facente parte del distretto di Pardubice, nella regione omonima.